# Glomeris marmorata
Glomeris marmorata är en mångfotingart som beskrevs av Brandt 1833. Glomeris marmorata ingår i släktet Glomeris och familjen klotdubbelfotingar. Inga underarter finns listade i Catalogue of Life.